# Natação nos Jogos Pan-Americanos de 2003 - 100 m costas masculino
O evento dos 100 m costas masculino nos Jogos Pan-Americanos de 2003 foi realizado em 16 de agosto de 2003. 

## Medalhistas
| Ouro   | USA Peter Marshall |
| Prata  | TRI George Bovell  |
| Bronze | USA Jayme Cramer   |

## Recordes
| Recorde mundial       | Lenny Krayzelburg (USA) | 53.60 | 24 de agosto de 1999 | Sydney        |
| Recorde pan-americano | Jeff Rouse (USA)        | 54.74 | 16 de março de 1995  | Mar del Plata |

## Resultados
| Posição | Nadador                     | Eliminatórias | Eliminatórias | Final |
| Posição | Nadador                     | Tempo         | Posição       | Tempo |
| ------- | --------------------------- | ------------- | ------------- | ----- |
| 1       | Peter Marshall (USA)        | 55.96         | 1             | 55.52 |
| 2       | George Bovell (TRI)         | 57.41         | 7             | 55.81 |
| 3       | Jayme Cramer (USA)          | 56.07         | 2             | 55.88 |
| 4       | Sean Sepulis (CAN)          | 56.53         | 3             | 56.35 |
| 5       | Eduardo Otero (ARG)         | 56.82         | 4             | 56.36 |
| 6       | Neisser Bent (CUB)          | 57.23         | 6             | 56.68 |
| 7       | Paulo Machado (BRA)         | 57.05         | 5             | 57.21 |
| 8       | George Gleason (ISV)        | 57.58         | 8             | 57.73 |
|         |                             |               |               |       |
| 9       | Rogério Romero (BRA)        | 57.58         | 8             | 57.30 |
| 10      | Nick Neckles (BAR)          | 57.69         | 10            | 57.90 |
| 11      | Juan Rodela (MEX)           | 58.12         | 11            | 58.35 |
| 12      | Nicolas Bovell (TRI)        | 58.69         | 14            | 58.85 |
| 13      | Christophe Vythoulkas (BAH) | 59.45         | 16            | 59.09 |
| 14      | Diego Urreta (MEX)          | 58.62         | 12            | 59.11 |
| 15      | Andrew MacKay (CAY)         | 59.05         | 15            | 59.40 |
| 16      | Tobias Oriwol (CAN)         | 58.68         | 13            | 59.77 |
|         |                             |               |               |       |
| 17      | Carlos Prudencio (BOL)      | 1:00.69       | 17            |       |
| 18      | Guillermo Cabrera (DOM)     | 1:00.96       | 18            |       |
| 19      | Chris Backhaus (DOM)        | 1:01.36       | 19            |       |